# Train d'enfer pour Ange rouge
Train d’enfer pour Ange rouge est un roman écrit par Franck Thilliez et paru en 2004 aux éditions La Vie du Rail puis en 2007 aux éditions Pocket. Ce thriller a pour suite La Chambre des morts. Il s'agit du premier roman de Franck Thilliez, il marque le début des aventures de Franck Sharko, l'un de ses personnages policiers récurrents.

## Synopsis
La femme du commissaire Franck Sharko, Suzanne, a disparu depuis six mois. Hanté par cette disparition, Sharko est chargé d'une affaire de meurtre particulièrement violent. Le cadavre d'une femme atrocement mutilée a été retrouvé et le commissaire ne se doute pas que celui-ci va l'emmener au cœur d'un monde de souffrance où les fantômes du passé ressurgissent...

## Distinctions
Ce roman a été nommé pour participer au prix SNCF du polar.

## Ventes
Les chiffres de ventes librairies/grandes surfaces en France ont été estimés en 2009 comme suit  :
- 2004, broché : 3 000+
- 2007, poche : 83 000+